# موسينغن
موسينغن (بالألمانية: Mössingen) هي Grosse Kreisstadt، مدينة وبلدة ألمانية تقع في ألمانيا في بادن-فورتمبيرغ. يقدر عدد سكانها بـ 20,085 نسمة .

## المدن التوأمة
مدينة Saint-Julien-en-Genevois هي مدينة توأمة لـموسينغن.